# Battrans
 Battrans  es una población y comuna francesa, situada en la región de Franco Condado, departamento de Alto Saona, en el distrito de Vesoul y cantón de Gray.

## Demografía
| 116 | 93 | 92 | 154 | 189 | 204 | 231 |
| Para los censos de 1962 a 1999 la población legal corresponde a la población sin duplicidades (Fuente: INSEE [Consultar]) |    |    |     |     |     |     |